# Bematistes fasciata
Bematistes fasciata är en fjärilsart som beskrevs av Aurivillius 1913. Bematistes fasciata ingår i släktet Bematistes och familjen praktfjärilar. Inga underarter finns listade i Catalogue of Life.